# ملسدورف
ملسدورف (به آلمانی: Melsdorf) یک شهر در آلمان است که در رندسبورگ-اکرنفورده واقع شده‌است.
 ملسدورف  ۱٬۷۶۷ نفر جمعیت دارد.